# Makiyamaia coreanica
Makiyamaia coreanica é uma espécie de gastrópode do gênero Makiyamaia, pertencente a família Clavatulidae.